# Facundo Quintana
Facundo Quintana (Buenos Aires, 1996. január 28. –) argentin labdarúgó, az LDU Portoviejo játékosa.

## Pályafutása
A River Plate, a chilei Universidad de Chile és az Estudiantes korosztályos csapataiban nevelkedett, utóbbi klubban lett profi játékos. 2016. február 18-án mutatkozott be a CA Tigre elleni első osztályú bajnoki mérkőzésen Lucas Diarte cseréjeként. Február 24-én az Aldosivi ellen megszerezte első gólját, majd három nappal később duplázott az Argentinos Juniors ellen. 2018. január 18-án átigazolt az Arsenal de Sarandí csapatába. Kilenc nappal később a Newell’s Old Boys ellen debütált új klubjában. 2019. január 22-én aláírt az ecuadori LDU Portoviejo csapatához..